# Pierre Favre (Schlagzeuger)

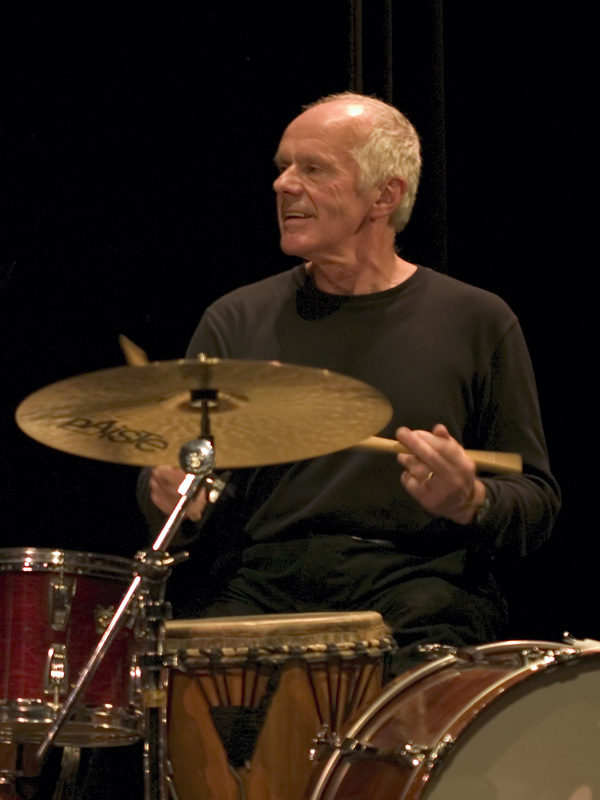
Pierre Favre (2005)

Pierre Favre (* 2. Juni 1937 in Le Locle) ist ein Schweizer Jazz-Schlagzeuger und Perkussionist.

## Leben
Favre begann im Alter von 15 Jahren als Autodidakt bei seinem Bruder und bei Raymond Droz Schlagzeug zu spielen. 1954 wurde er Berufsmusiker und spielt Bebop, aber auch Dixieland und  New-Orleans-Jazz. Besonders beeinflusst wurde er zunächst durch Philly Joe Jones, Bud Powell und Benny Bailey. Er spielte in Tanzbands und von 1957 bis 1960 fest im Orchester von Radio Basel bei Cédric Dumont, nebenbei aber auch mit George Gruntz, Flavio Ambrosetti und Barney Wilen. Zudem begleitete Favre Chet Baker beim ersten Comblain Jazz Festival, im folgenden Jahr Dusko Goykovich.
In den 1960er Jahren war Favre als Schlagzeuger im Orchester von Max Greger sowie als Techniker für Paiste in der Entwicklung obertöniger Cymbals tätig und entwickelte eine neue melodiöse Konzeption der Perkussion. Rund um das konventionelle Jazz-Schlagzeug veränderte sich daher sein Instrument. Diese Entwicklung wird bereits angedeutet mit der Veröffentlichung von From Sticksland with Love, einer außergewöhnlichen Perkussions-Produktion von Joachim E. Berendt aus dem Jahr 1967 mit drei weiteren Schlagzeugern: Charly Antolini, Mani Neumeier und Daniel Humair. In den nächsten Jahren wurde Favres Schlagzeug zu einem zunehmend selbstständigen Klangkörper, zunächst im freien Zusammenspiel mit der Pianistin Irène Schweizer und dem Bassisten Peter Kowald, aber auch mit Michel Portal, mit Joe Haider und insbesondere mit der französischen Sängerin Tamia oder Albert Mangelsdorff. Seit etwa 1976 tritt Favre auch in Solokonzerten auf, bündelt sein Spiel andererseits aber mit anderen Schlagzeugern in größeren Perkussions-Ensembles (u. a. mit Naná Vasconcelos, Paul Motian, Fredy Studer, aber auch mit Jon Balke und Lucas Niggli). Auf Workshops gibt er sein Wissen an jüngere Schlagzeuger weiter.
In den letzten Jahren begleitete er den Tänzer Michel Casanovas, trat im Duo mit dem Tuba- und Serpent-Spieler Michel Godard oder der Pipa-Spielerin Yang Jing auf und leitete ein Ensemble mit zwei Bläsern, zwei Gitarristen, einer Harfenistin und Kontrabass (Fleuve, 2006).

## Diskographische Hinweise
- Pierre Favre Quartett (Wergo 1970)
- Santana (FMP 1969/79)
- Drums and Dreams (Intakt Records, 1970, 1972, 1978; ed. 2012)
- ” DRUM CONVERSATION” Pierre Favre (( Calig-Verlag GmbH // CAL 30 606 ))
- Jiri Stivin & Pierre Favre Vylety (Supraphon 1981)
- Singing Drums (ECM, 1984)
- Fleuve (ECM, 1989)
- Window Steps (ECM, 1996)
- Pierre Favre Singing Drums Souffles (Intakt Records, 1998)
- Pierre Favre European Chamber Ensemble (Intakt Records, 2000)
- Saxophones (Intakt Records)
- Le Voyage (Intakt, 2010)

mit Irène Schweizer
- Irene Schweizer & Pierre Favre (Intakt Records, 1996)
- Ulrichsberg (Intakt Records, 2004)
- Live in Zürich (Intakt Records, 2013)